# Шомба (посёлок)
Шо́мба (карел. Šompa) — посёлок в составе Кривопорожского сельского поселения Кемского района Республики Карелия.

## Общие сведения
Посёлок расположен на берегу реки Кемь.

## Памятники природы
В 2 км на северо-запад от посёлка расположен государственный региональный болотный памятник природы — Болото Шомба площадью 365,0 га, ценный ягодник клюквы и морошки.

## Население
| 2002 | 2010 | 2013 |
| ---- | ---- | ---- |
| 31   | ↘5   | ↘4   |

## Улицы
- ул. 2 Пятилетки
- ул. Болотная
- ул. Вей-Луда
- ул. Дорожная
- ул. Заречная
- ул. Кирпичная
- ул. Ломоносова
- ул. Набережная
- ул. Первомайская
- ул. Пионерская
- ул. Речная
- ул. Ручьевая
- ул. Свободы
- ул. Северная
- ул. Сенная
- ул. Труда
- ул. Чапаева